# Chunghwa (ort i Nordkorea)
Chunghwa är en ort i Nordkorea.   Den ligger i provinsen Pyongyang, i den sydvästra delen av landet, 19 km söder om huvudstaden Pyongyang. Chunghwa ligger 40 meter över havet och antalet invånare är 19 346.
Terrängen runt Chunghwa är platt. Runt Chunghwa är det ganska tätbefolkat, med 65 invånare per kvadratkilometer. Närmaste större samhälle är Pyongyang, 19,3 km norr om Chunghwa. Trakten runt Chunghwa består till största delen av jordbruksmark.